# بنشعي
بنشعي هي إحدى القرى اللبنانية من قرى قضاء زغرتا في محافظة الشمال.
في القرنين السابع والثامن عشر أطلق على بلدة بنشعي لقب (باريس الصغيرة )لما تتمتع به من ثقافة شعبها - وما كانت تحتويه من بيوت جميلة وكبيرة ما زال بعضها صامدا حتى الآن - وكانت تحتوي أيضا على كل ما يتطلبه المرء من مراكز رفاهية وفندق وميدان للخيل وصالة بليارد وحوانيت ومقاهي وعيادة أستشفائية -وأطباء -ألخ...
أشتهر أبناء بنشعي قديما بنزاهتهم وشجاعتهم وكرمهم واحتضانهم لكل من يلجأ أليهم - لذلك أختارها بطل لبنان يوسف بك كرم مقرا يلجأ أليه في الأيام الصعبة وكان أبناء بنشعي يناصرونه ويساعدوه على أعدائه -فحاربوا ألى جانبه في معاركه ضد جيش الأحتلال العثماني ووفّروا له مكان الأقامة والتموين له ولرجاله - وما معركة بنشعي الشهيرة (28 كانون الثاني 1866) ألاّ خير دليل على ذلك.
تعتبر عائلة رعيش هي العائلة الوحيدة المعروفة تاريخيا في بلدة بنشعي منذ مئات السنين -واشتق من العائلة عدة عائلات منهم- نادر - شيت -وغيرهم - ومع الوقت أصبحت بنشعي مركزا شتويا واستقطبت عدد من العائلات التي أتخذت من البلدة مقرا دائما لها بسبب المصاهرة وروابط القربى -ومن هذه العائلات جبرين - مارون - عبد النور - الحايك - رزق -وغيرهم
هاجر الكثير الكثير من أبناء البلدة ألى دنيا الأغتراب منهم بسبب الحروب ومنهم بسبب الأضطهاد أو طلب الرزق والعلم -حتى أصبح عدد المغتربين من أبناء البلدة أضعاف مضاعفة بالنسبة لعدد سكانها اليوم
تمتاز بلدة بنشعي بموقعها المشرف على معظم محافظة الشمال والبحر - وأيضا بأحراجها الواسعة وتلالها المشرفة ووديانها الرائعة وبساتين الزيتون التي تغطي معظم أراضيها
تعتبر بلدة بنشعي من أقدم القرى التاريخية في لبنان- يشتق أسمها من كلمة بنشعيا وهي لفظة أرامية تعني أبناء شعيا -حيث كان فيها مقام للنبي أشعيا تحوّل فيما بعد ألى كنيسة سميت لاحقا كنيسة القديس روحانا -بعد أن أعتنق أبناء البلدة الديانة المسيحية - وهي من أقدم الكنائس في لبنان على الأطلاق -يوجد في بنشعي محلة تدعى خرائب الروم -وهي بقايا مملكة رومانية أندثرت تاركة وراءها أسما وبعد المعالم من حجارة ضخمة وقبور وأجران عبثت بها الأيدي الجاهلة وسارقوا الآثار والباحثين عن الكنوز - وقد هدمت هذه البلدة عدة مرات عبر التاريخ بسبب الحروب حتى تحوّلت من مملكة ألى قرية - وهي تمتاز بمركزها الأستراتيجي الذي يجعلها حصنا منيعا ومكانا يسهل الدفاع عنه.ممّا جعلها مطمعا للطامعين قديما وحديثا .